# Odd Future Records
Odd Future Records – niezależna wytwórnia muzyczna założona przez rapera i producenta muzycznego, członka kolektywu Odd Future, Tylera, the Creatora w 2011 roku.